# Aciel Martinez Pol

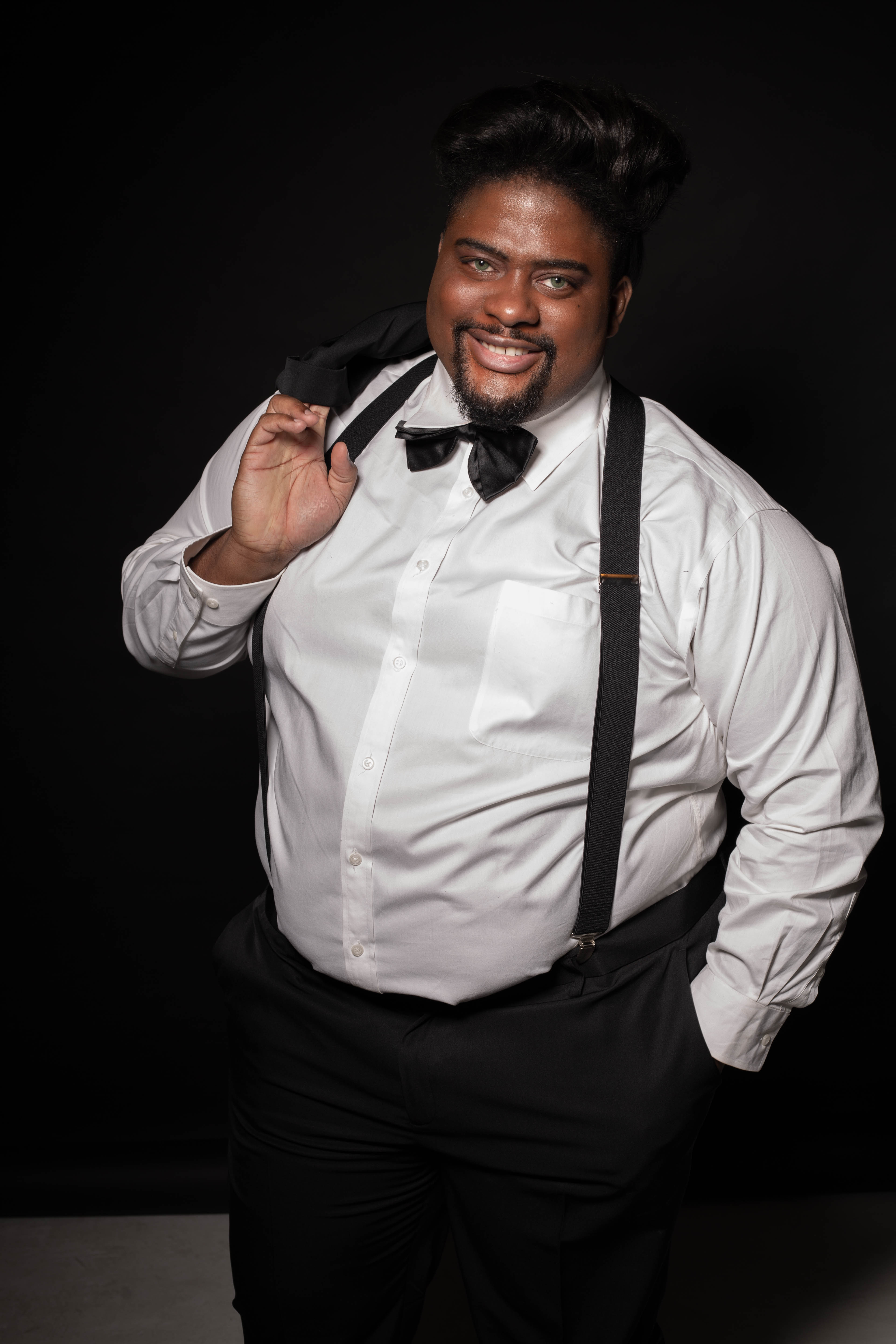
Aciel Martinez Pol 2021

Aciel Martinez Pol (* 10. August 1990 in Camagüey, Kuba) ist ein deutsch-kubanischer Schauspieler, Musicaldarsteller, Theaterpädagoge.

## Leben
Gebürtig in Kuba, kam er 2001 nach Deutschland. Von seinem 11. Lebensjahr an nahm er Klavier und Geigenunterricht.
Er besuchte die Theater Akademie Stuttgart. Dort erlangte er ein Diplom als Schauspieler und Theaterpädagoge. In den folgendem Jahr besuchte er die Hamburg School of Entertainment. 2012 wechselte er an die Freiburger Musical- und Schauspielschule, wo er seine Ausbildung zum Musicaldarsteller beendete. Dort wurde er unter anderem von Jesse Coston im Klassischen Gesangs trainiert.
2009 war er Finalist von Wicked Musicaltalent 2009. Im gleichen Jahr debütierte er in der Hauptrolle des Harry im Musical Vorsicht Flamme im Rotebühltheater Stuttgart. 2011 feierte er Erfolge mit dem Musical Spamelot. 2014 verkörperte er an der Seite von Anouschka Renzi bei den Alzenauer Burgfestspielen den Seaweed in dem Musical Hairspray. Er spielte den Conferenciere und das Frl. Schneider im Musical Cabaret im Kammertheater Karlsruhe. Anfang Januar 2016 feierte er Premiere im Atze Musiktheater in dem Stück Die Ministerpräsidentin. Seitdem war er unter anderem in Emil und die Detektive als Gustav und in Zwergenbergen zu sehen.
Seine erste Filmrolle spielte er 2010 im Kurzfilm Sunglasses at night von Konrad Simon. Es folgten ein weiterer Kurzfilm und Werbefilme, 2015 der Kinofilm Bunker of the Dead. In der Fernsehserie Spotlight des Senders Nick Deutschland ist er seit 2016 in bereits über 180 Folgen als Gus zu sehen. 2017 Interpretierte er den Edgar im Spielfilm Figaros Wölfe. 2020 gab er sein Ausstieg aus der Serie Spotlight nach 4 Staffeln bekannt.
2021 übernahm er die Rolle des Steve, an der Seite von Rocío Muñoz Morales im Amazon-Film They Talk.

## Theater und Musicals
- 2009: Rotebühl-Theater, Stuttgart: Vorsicht Flamme, Harry
- 2009: SKV-Halle, Ingersheim: Um einen Freund zu finden, Herr Becher
- 2009: Theater der Altstadt, Stuttgart: Faust, Mephisto
- 2011: Staatstheater Stuttgart: Spamalot, Dennis
- 2014: Alzenauer Burgfestspiele: Hairspray, Seaweed[5]
- 2014–2015: Kammertheater Karlsruhe: Cabaret, Conferencier[6]
- 2015: Clingenburg Festspiele: Dracula, Quincey[7]
- 2015: Clingenburg Festspiele: Othello, Lodovico & Fürst[8]
- 2015: Clingenburg Festspiele: Die Kleine Hexe, Oberhexe, Jackob[9][10][11]
- 2016–2018: Atze Musiktheater: Die Ministerpräsidentin, Parlamentspräsident, Stängel
- 2016–2018: Atze Musiktheater: Zwergenbergen,
- 2016–2018: Atze Musiktheater: Emil und die Detektive[12]
- 2017: Neuköllner Oper: Combattimento[13]
- 2017: Staatstheater Braunschweig: Hairspray[14]
- 2022: Landestheater Dinkelsbühl: Monsieur Claude und seine Töchter[15][16]
- 2022: Michow Concerts Entertainment GmbH: SHERLOCK HOLMES - NEXT GENERATION - Das Musical[17][18]

## Filmografie
- 2010: Sunglasses at Night (Kurzfilm)
- 2010: Boys Night Out (Kurzfilm)
- 2015: Bunker of the Dead
- 2016–2020: Spotlight (Fernsehserie, 42 Folgen)
- 2017: Figaros Wölfe
- 2018: Charisma (Fernsehserie, 2 Folgen)
- 2019: Hin und Hair[19]
- 2021: They Talk